# Крещение Польши

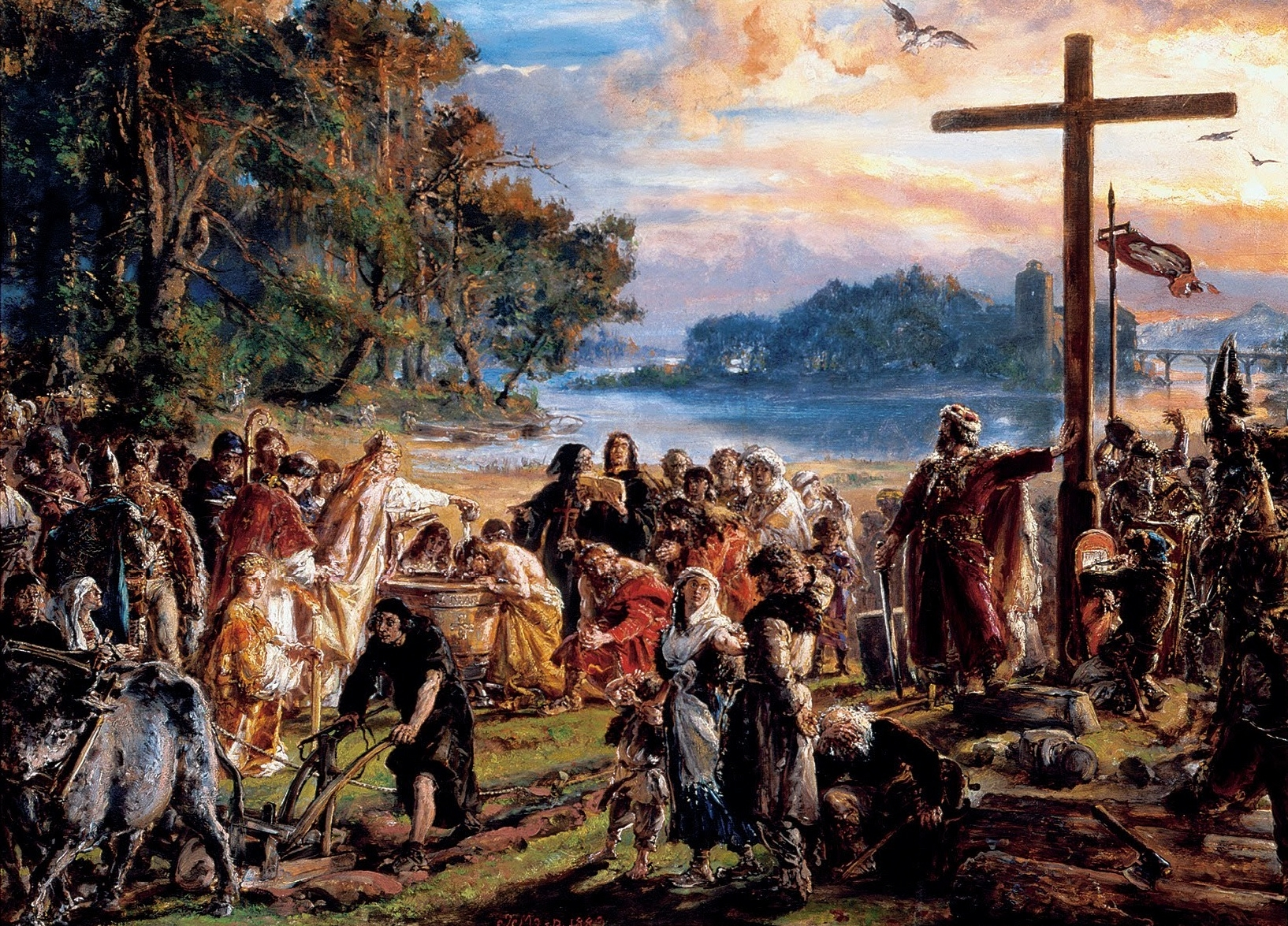
«Крещение Польши». Картина Яна Матейко (1889)

Крещение Польши (пол. Chrzest Polski) — общее название длительного процесса христианизации польских земель. Эти события начались весной 966 года с крещения польского князя Мешко I, который был первым правителем польского государства, а закончились в XIV—XV веках, с преодолением трудностей с древними верованиями и достижением массового вовлечения поляков в христианскую веру.
Считается что христианизация польских земель продолжалась до начала XIII века, хотя согласно церковным источникам пережитки языческих верований сохранялись до XVII века.
Мешко I крестился по римскому обряду. Крещение правителя и создание независимого епископства приравняли гнезненскую государственность к христианским государствам Европы и открыли Польше доступ в круг западноевропейской культуры.

## Религия в польских землях до крещения

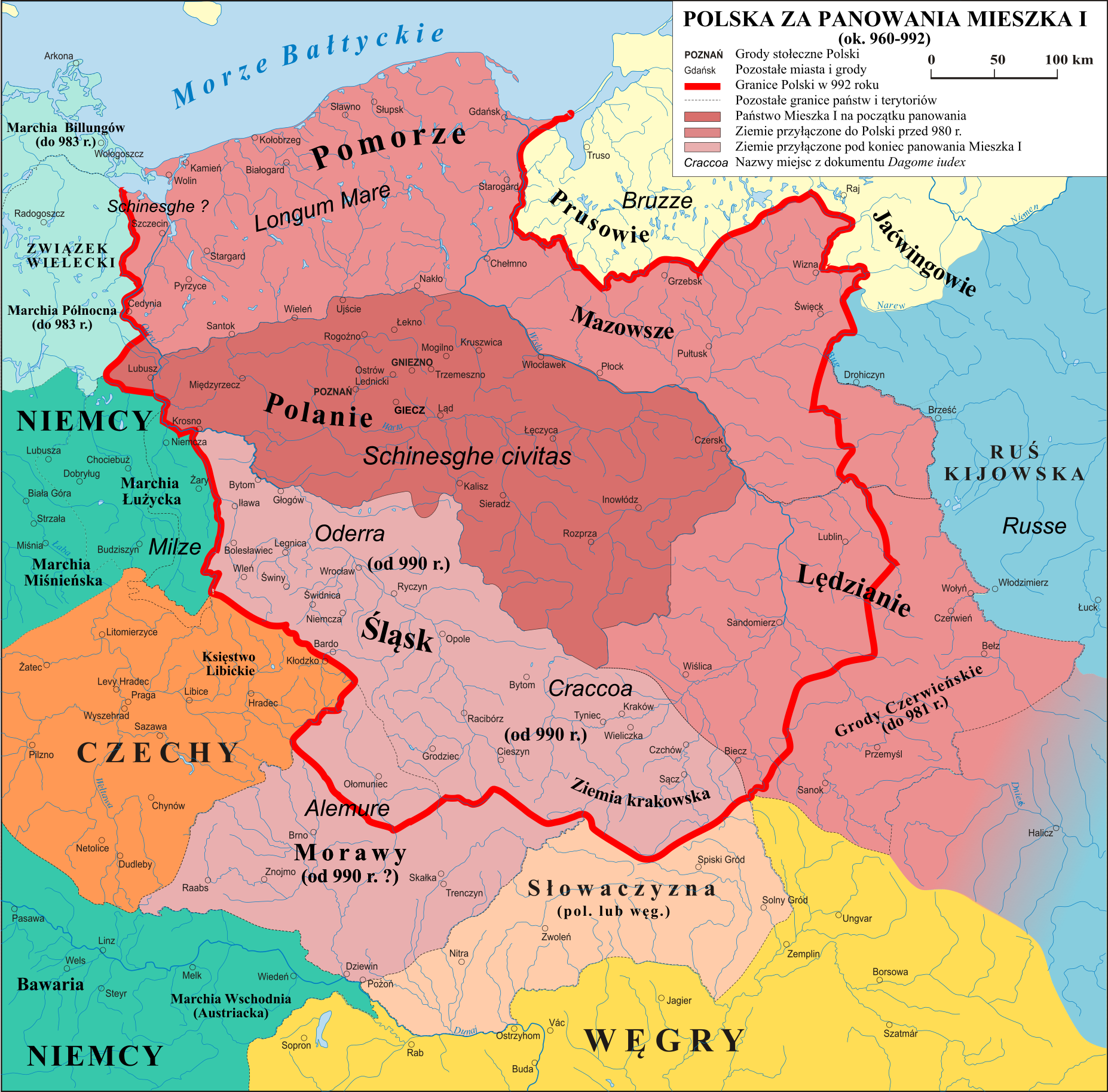
Приблизительные границы государства полян (тёмно-красный цвет) времён крещения Мешко I

На польских землях до принятия христианства царил политеизм. Почитали многих богов, силы природы и духов предков. Имена некоторых божеств повторялись у нескольких племен. Обычно каждое племя или племенной союз имели одного бога, которому поклонялись больше всего. В частности, у каждого рода были свои почитаемые духи умерших. Женщина, которая выходила замуж, должна была изменить культ предков — отрекалась от обрядов собственной семьи и начинала отдавать дань предкам семьи мужа. Также, всякий юноша, который вступал в княжескую дружину, менял собственный культ предков на культ предков князя, поскольку, неся службу в дружине, он становился его сыном и подлежал его отцовской (патриархальной) власти. Славянин верил, что бог чужого племени настолько же реален, как и бог его собственного племени. В иерархии славянской религии существовала возможность отречься от одного бога в пользу другого, при условии, что второй сильнее первого. Поэтому отречение от веры славянина тех времен нельзя сравнивать с отречением от веры христианина.
Для Мешко I и его советников Бог победоносных немцев и чехов, вероятно, мог считаться сильнейшим. Это убеждение, усиленное практическими выгодами принятия христианства, склонило к принятию такого решения.
Согласно некоторым, особенно ранним исследователям, христианство славянского обряда существовало на польских землях (в частности, в Малой Польше) в IX веке, когда Великоморавская держава поставила в зависимость от себя раннее государственное образование вислян и заставила их князя принять христианство. Крещение могло произойти во время второго пребывания Мефодия в Моравии, то есть в 873—885 годах. Упомянутые следы христианства славянского обряда найдены, в частности, в Кракове, Вислице и Пшемысле.
Другие исследователи отвергают теорию, что христианство славянского обряда существовало на польских землях уже в IX веке. Согласно им, миссионерская деятельность, которая велась в Моравии с согласия Папы Адриана II через Мефодия, не распространялась на территории таких лехитских племенных союзов, как висляне и слензане, вошедших в будущем в княжество первых Пястов. Однако это не означает, что ранние польские земли, особенно Малая Польша и Силезия, которые долгое время были в составе Великоморавской державы, позже Чехии, не имели связей с христианством. Во время крещения Мешко I эти земли, однако, были вне пределов тогдашней Польши.

## КрещениеМешко I. Обстоятельства принятия христианства
Земли славян простираются от Сирийского [т. е. Средиземного] моря до Океана на севере... Они образуют много различных племён... В настоящее время у них имеется 4 короля - король болгар; Буислав, король из Праги, Богемии и Кракова; Мешекко, король севера; и Накун на крайнем западе...

Что касается страны Мешекко, то она является самой протяженной из их [славян] стран, богата зерном, мясом, медом и рыбой. Он взимает в чеканенной монете налоги, которые обеспечивают содержание его людей. Каждый месяц каждый получает из них [налогов] определённую сумму. Он имеет 3000 латников... и обеспечивает их всем, в чём они нуждаются: одеждой, лошадьми и оружием...

В общем, славяне смелы и воинственны, и, если бы они не раскололись на множество разобщенных групп и подразделений, то никакой народ на земле не устоял бы перед их натиском. Они населяют те страны, которые наиболее плодородны и наиболее обильны в средствах пропитания. Они занимаются с большим усердием земледелием и приобретением пропитания и превосходят в этом все народы севера. Их товары идут по земле и морю в Русь и Константинополь...

Славяне ведут войны с Румом, франками, лангобардами и другими народами, и военное счастье чередуется между ними.

Ибрагим ибн Якуб

В момент принятия христианства Мешко I руководил централизованным государством (в соответствии с заметками Ибрагима ибн Якуба) с большим войском. Он не хотел принимать христианство от немцев, поэтому женился на чешской княжне Дубравке и принял христианство в 966 году. Также известно, что Мешко вёл тогда войны с велетами (об этом сообщали Ибрагим ибн Якуб, Видукинд Корвейский). В то же время, Мешко завладел племенами любушан (по Видукинду), вторгнувшись в сферу влияния Священной Римской империи. Сражаясь с велетским князем Вихманом, Мешко не решился на войну с императором Оттоном I и согласился платить ему дань. Оставалось ещё урегулировать взаимоотношения с чешским князем Болеславом I Грозным, который оставался в союзе с велетами, но Мешко уладил отношения браком с Дубравкой. Чтобы одновременно получить союзников в Саксонии (в то время — враги Чехии), гнезненский правитель решился на крещение. Поэтому следует констатировать, что крещение имело прежде всего политический характер, а сдержанность Мешко I свидетельствует о его дальновидности и рациональности. Это позволило ему в короткое время решить проблемы с Вихманом.
Несомненно, принятию такого решения способствовали также планы империи, которая основывала колонии на территориях к востоку от Немецкого королевства в результате подчинения их немецкой церкви. Элементом осуществления этих планов было основание в 968 году епархии в Магдебурге, восточные границы которой не были чётко определены. Отсюда вывод, что одним из планов империи была восточная экспансия.
Таким образом, что принимая христианство, Мешко I преследовал следующие цели:
- предотвратить усиление немецкого влияния и установить самостоятельную политическую государственность полян в христианской Европе;
- сблизиться с саксонскими правителями, что должно было облегчить совместные действия против полабских племен, например велетов;
- усилить союз с Чехией (тем самым нейтрализуя чешско-велетский союз; вскоре чехи оказали помощь, благодаря которой Мешко победил велетов);
- укрепить свою власть

Сейчас предполагается, что Мешко I крестился на территории своей родины в Познани на острове Ледники или в Гнезне; в двух первых местах найден баптистерий, который датирован второй половиной X века. Часть историков, однако убеждена, что это могло произойти на территории Германии (большинство указывает на Регенсбург). Скорее всего, это было весной 966 года, до 4 июня. Возможно, князь Мешко I и его приближённые крестились в день Пасхи (14 апреля). 

## Христианизация польских земель

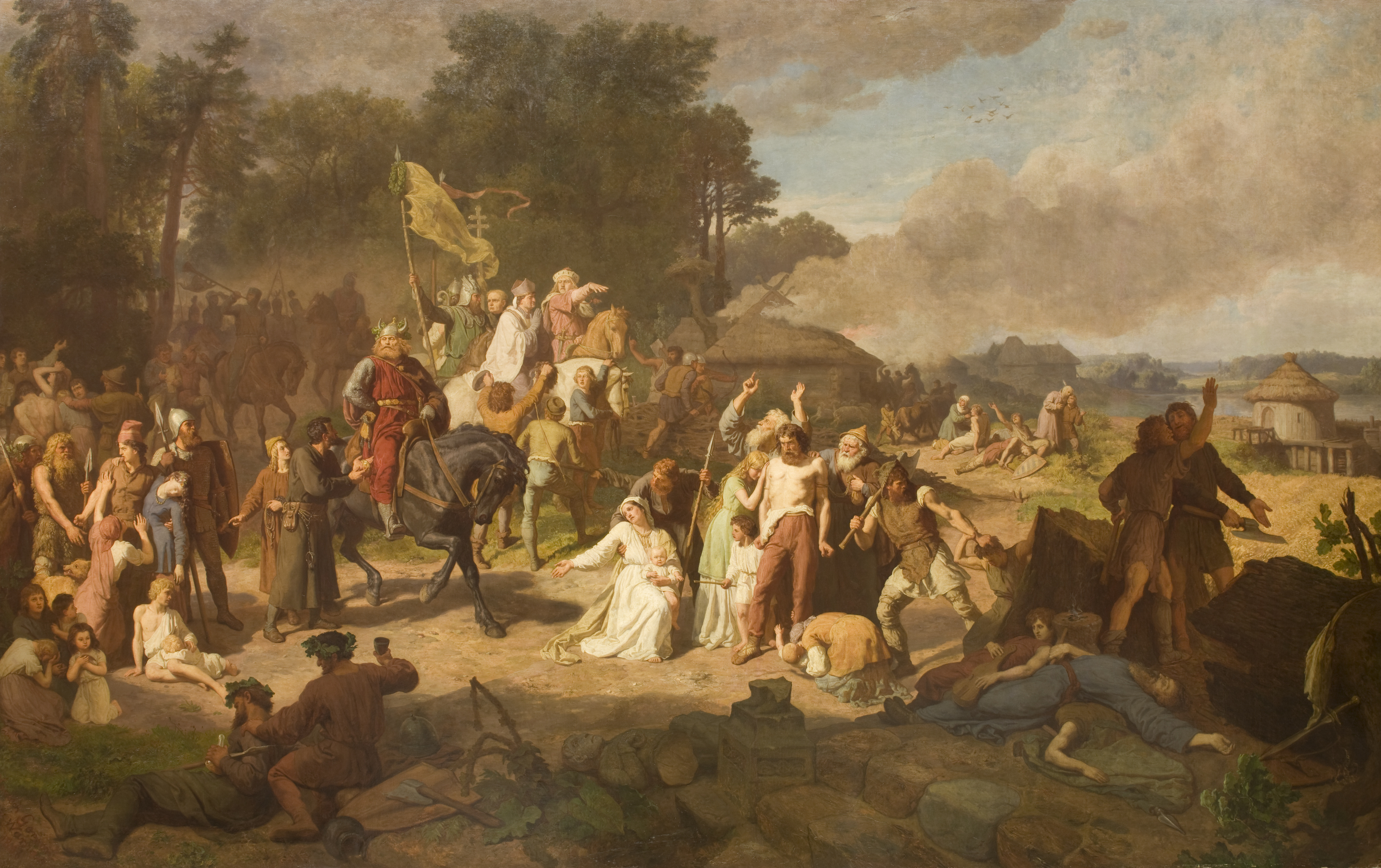
Войцех Герсон. «Крещение сквозь слёзы» (1866)

Миссионерская миссия, начавшаяся в двух главных городах — Гнезно и Познани — с крещением Мешко и его приближённых, стала распространяться по стране. В течение X и XI веков в Польше появились различные духовно-церковные органы. Об этом свидетельствует строительство церквей и появление клира. Первый епископ Польши, Йордан, был назначен Папой Иоанном XIII в 968 году. Сын Мешко Болеслав I Храбрый поощрял миссионерские миссии в соседние земли, в том числе миссию будущего святого Адальберта Пражского к пруссам, и основал Архиепископство Гнезненское в 1000 году.
В 1000 году, когда пророчили конец света, Папа побудил императора Отона III поехать на богомолье в Гнезно и создать митрополичью кафедру. Болеслав Храбрый устроил ему пышную встречу, и император назначил брата Войцеха, Радима (лат. Gaudentius) первым архиепископом и подтвердил просьбу, изложенную в «Dagome iudex». Епископские кафедры были созданы в Кракове для вислян; во Вроцлаве — для силезцев; в Колобжеге — для поморян. После смерти Болеслава Храброго вся структура молодой митрополии потерпела крах в 1035—1037 гг. в результате массового восстания язычников, которое подорвало и государство, и церковь. Но в течение следующих десятилетий митрополию терпеливо восстановили, поэтому, за исключением этого перерыва, начался её непрерывный рост. Когда в польскую орбиту попали новые провинции, структура архиепископства расширилась. Плоцк получил своего епископа в 1075 году, Влоцлавек и Лебус — в 1123—1124 гг., Западная Померания — в 1140 году в Волине, Червонная Русь — сначала в Галиче, а впоследствии во Львове, в 1367 году. Сеть приходов возникла в XII веке и постоянно укреплялась. Монастырская жизнь, зародившись у бенедиктинцев в Мендзыжече близ Познани и в Тинеце близ Кракова в начале XI в., развивалась дальше с прибытием цистерцианцев в XII в. и нищенствующего ордена в XIII веке.
Но характер и связи ранней христианской церкви в Польше были отнюдь не простые. Католические апологеты, начиная со средних веков, всегда уделяли исключительное внимание повиновению римской церкви и латинскому обряду. Но поскольку поляне переняли христианство из Богемии, следует помнить, что к концу XI века славянская литургия Кирилло-Мефодиевской традиции сосуществовала в чешских землях наряду с поддерживаемой усилиями немцев латинской церковью. Хотя нет прямых свидетельств, что крещение, которое совершил Мефодий для племенного предводителя вислян, оставило какой-то длительный след в религиозной жизни к северу от Карпат, почти нет сомнения, что немалую часть своего религиозного словаря польский язык перенял от чешских и славянских форм, а не от немецких или латинских. Такие слова, как пол. chrzest (крещение), пол. kazanie (проповедь), пол. kościół (костёл), пол. pacierz (Отче наш), пол. ksiądz (ксёндз), являют собой очевидные примеры. И Войцех, и его брат по отцу Гаудентиус происходили из благородной семьи Славниковичей, приверженной славянскому обряду, и, как можно полагать, перенесли свои симпатии в Польшу.

## Значение крещения
Мешко I после принятия христианства сравнялся по политическому весу с другими христианскими правителями. Приобрёл возможность объявлять перемирие и заключать союзы в соответствии с правами монарха (лат. Jus Honorum). Принятие христианства укрепило значение правителя в глазах подданных. Церковь провозглашала, что власть князя происходит от Бога и любое выступление против неё признаётся грехом.

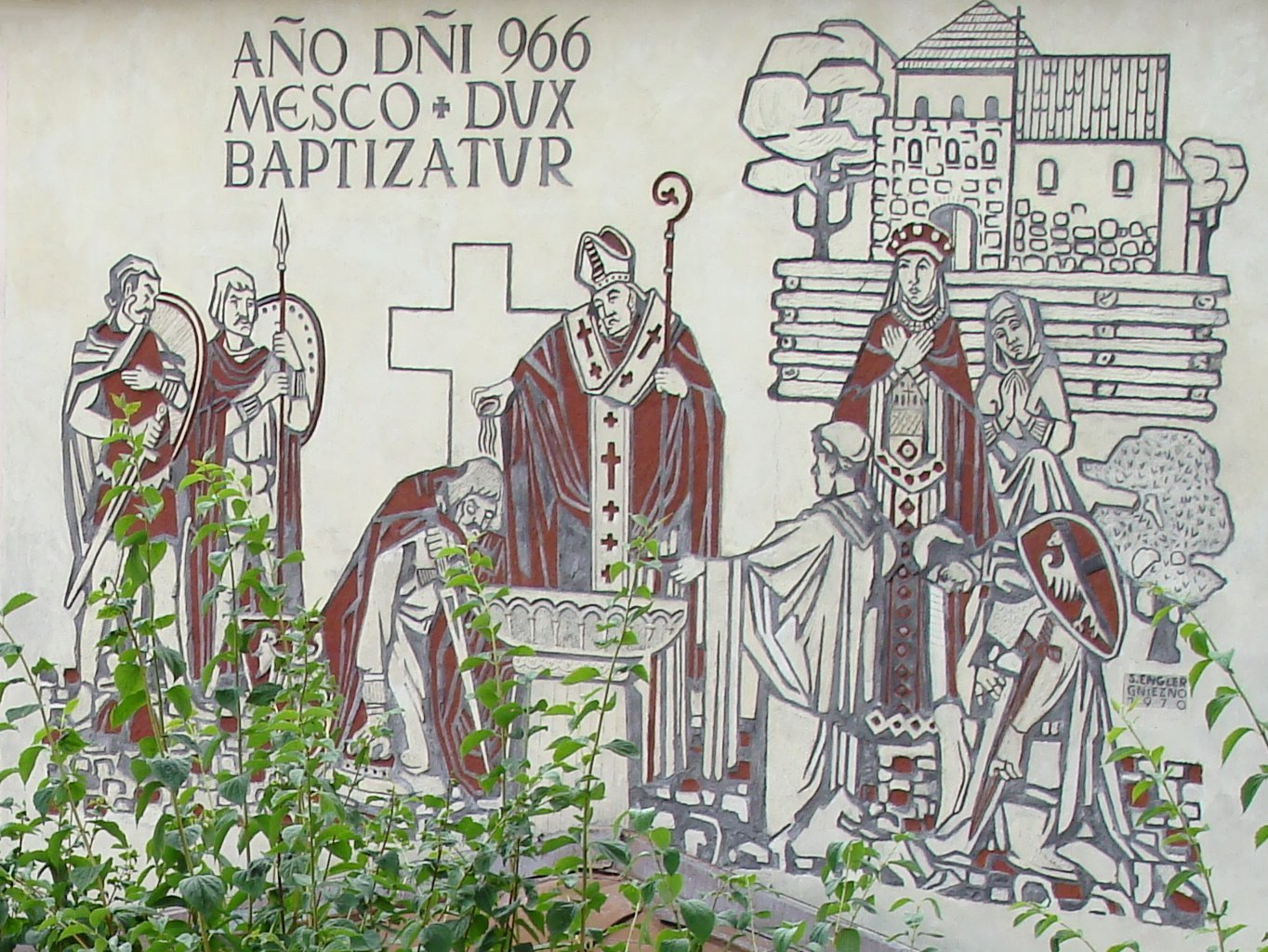
Фреска (современная) на стене возле памятника Болеславу Храброму в Гнезне возле собора

В Польшу, вслед за принятием христианства, всё чаще прибывали церковные деятели и священники. Они обращали людей в новую религию и служили светской власти. В те времена только священники умели читать и писать. Прежде всего пользовались латынью, которая применялась в том числе в международных переговорах. Монастыри и костёлы были очагами культуры и образования.

## Празднования по случаю тысячелетия крещения Польши

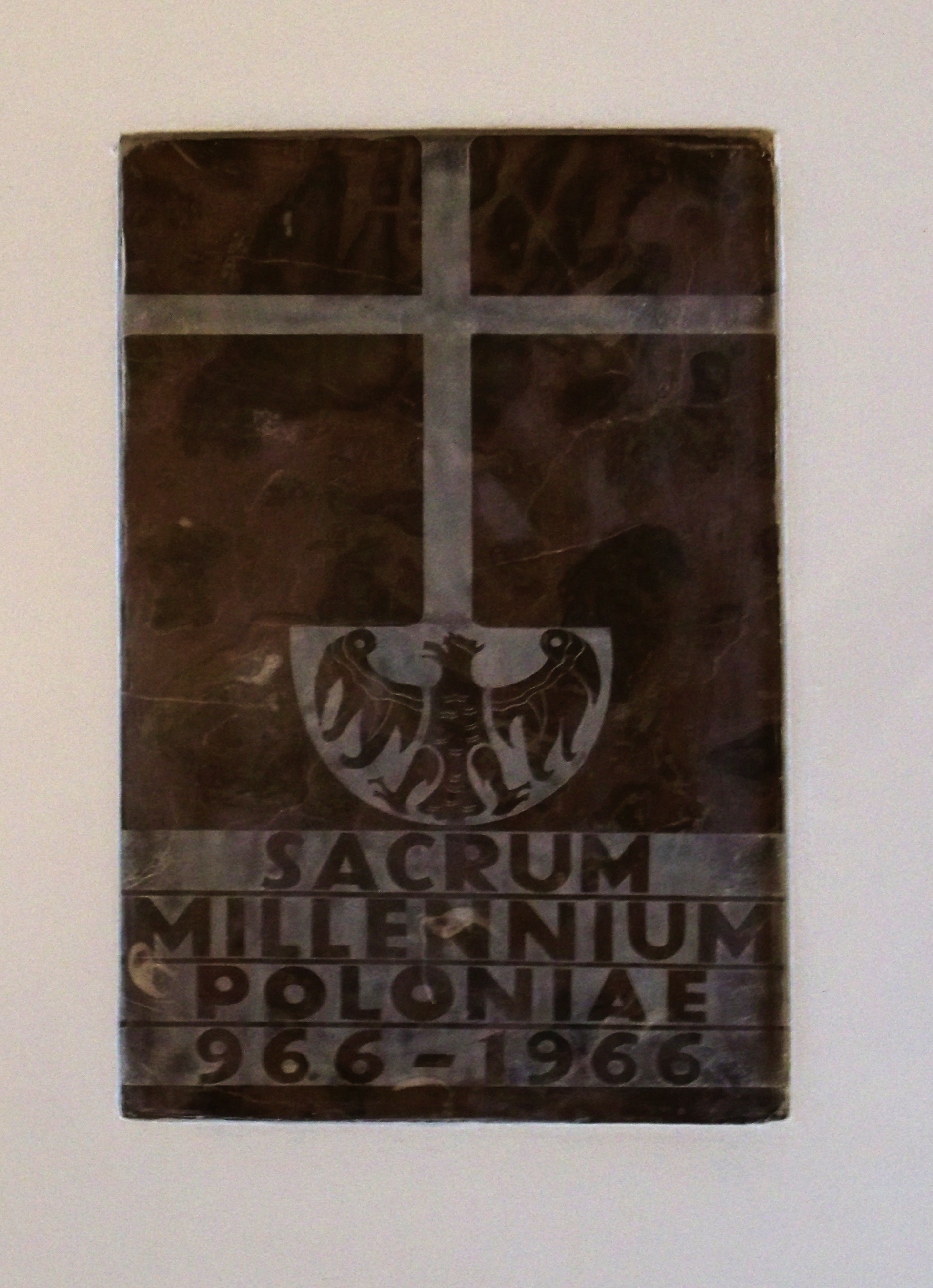
Стела «Sacrum Poloniae Millenium, 966—1966» на одном из варшавских костёлов

Крупный юбилей принятия христианства в Польше пришёлся на 1966 год. 
Крайне тщательно к празднику готовилась римско-католическая церковь, особенно потому, что польские празднования должны были совпасть со Святым Годом в Риме. Приготовления начались в 1957 году с Великой Новенны — девятилетнего периода молитвы и поста. В 1966 году кардинал-примас Стефан Вышинский объехал всю страну, воеводство за воеводством. Всюду его приветствовали десятки и сотни тысяч людей. Каждый костёл в Польше вывесила лозунг «Священное тысячелетие Польши 966—1966» (лат. Sacrum Poloniae Millenium, 966–1966), а также такие традиционные лозунги, такие как «Во имя Бога и страны» (лат. Pro Deo et Patria), «Всегда верен Польше» (лат. Poloniae semper fidelis), «Народ с Церковью» (пол. Naród z Kościołem). 15 мая 1966 года в соборе Святого Петра в Риме папа Павел VI, которому помогал делегат от кардинала-примаса епископ Владислав Рубин, отправил папскую мессу в честь Польской церковной провинции. В церквях Санта-Мария-Маджоре, Сант-Андреа-аль-Квиринале в Монтекассино, в соборах в Глазго, в Лансе, в департаменте Па-де-Кале, в Детройте — везде, где были какие-то связи с Польшей, польские католики собирались и подтверждали свою веру. Читая проповедь в Гнезно, кардинал Вышинский обратился с таким призывом: «Я искренне хочу, чтобы вы твёрдо посмотрели на прошлое и настоящее и, научившись любить историю этого христианского народа, смотрели открытыми глазами на его католическую сущность».

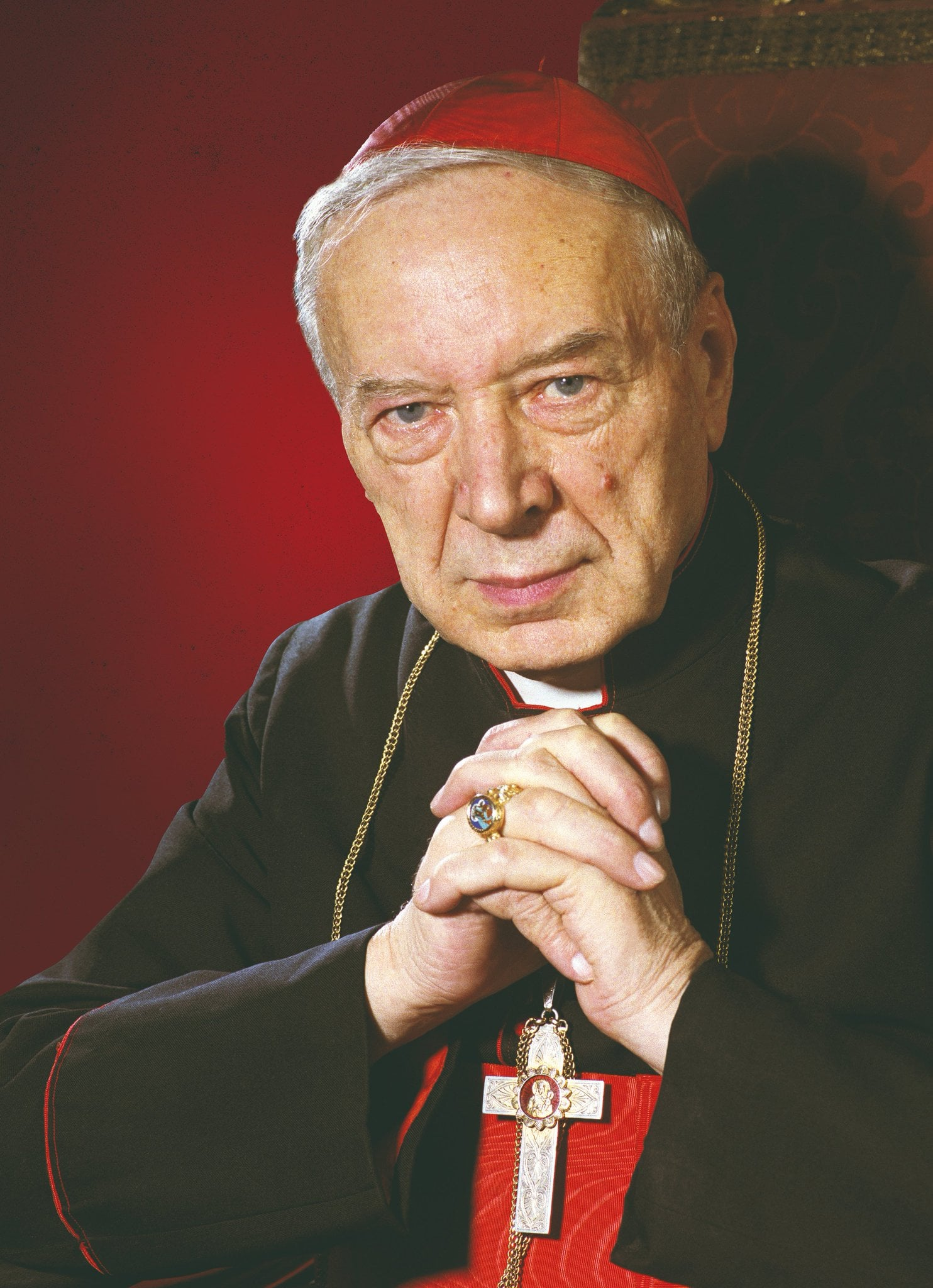
Стефан Вышинский — кардинал-примас Польши в 1953—1981 годах

Подготовку к празднику вели в то же время государственные и партийные функционеры. Сейм ПНР провозгласил период 1960—1966 годов «юбилеем польской государственности и культуры». Само слово «тысячелетие» (пол. Tysiąclecie) имело в рамках коммунистической Польши двойное толкование. Церковь праздновала тысячу лет христианизации. Во вступлении к выпущенному церковью юбилейному альбому отмечено: «Всё началось с крещения». По мнению церкви, крещение Мешко имело большое значение. То было религиозное, церковное событие. Одновременно, органы государственной и партийной власти вели сугубо светские и политические демонстрации.
Были ускорены археологические раскопки, чтобы иметь более определённые представления о жизни в княжестве Мешко. Устраивались процессии, подчёркивающие «патриотические и прогрессивные традиции польского народа на протяжении столетий». Организации молодёжи начали грандиозную добровольную кампанию «тысяча школ в честь Тысячелетия» и перевыполнили свой план. 